# Cerkev svetega Nikolaja, Znojmo
Rimskokatoliška cerkev svetega Nikolaja v Znojmu je v svoji sedanji obliki poznogotska triladijska dvorana, zgrajena v obdobju od 1338 do prve polovice 16. stoletja. Je župnijska cerkev v Znojmu.

## Zgodovina
Najstarejša omemba cerkve svetega Nikolaja v Znojmu, predhodnice današnje, je iz obdobja princa Lutolda iz okoli 1103, saj je na kovancu vtisnjen obris cerkve z napisom sv. Nicolaus.
To je bila morda kapela na dvorišču gradu v Znojmu. Sveti Nikolaj je bil zavetnik trgovcev. V tistem času je bila tudi najvišja točka Znojma. Zapisi o kapeli so tudi iz leta 1131 in nato iz leta 1190. Sveti Nikolaj je bil nekaj časa pod okriljem novoustanovljenega samostana premonstratencev v Louki, ki ga je ustanovil češki vojvoda Konrad II. Samostanska cerkev je napredovala v župnijsko cerkev, ko so po sklepu kralja Otokarja I. okoli leta 1208 postavili novo večjo cerkveno stavbo. Pri nastajanju mesta Znojmo leta 1226 je bila cerkev imenovana za glavno župnijsko cerkev. Imena župnikov so bila zapisana leta 1220.
Po požaru leta 1335 je očitno prispeval moravski mejni grof, pozneje je cesar Karel IV. leta 1338 začel graditi cerkev v popolnoma novem slogu zgodnje gotike, kot je razvidno iz spominskega kamna na južnem vogalu cerkve. Gradbena dela so s prekinitvami trajala do leta 1440. To je triladijska dvorana, tempelj z enako visokimi oboki v vseh ladjah z dolgim prezbiterijem skupne velikosti 60 x 22 m. Tempelj je imel prvotno dva stolpa na vogalih in prečno ladjo. Severni stolp je bil očitno vključen v novo stavbo nekdanje cerkve in se je uporabljal kot stražni stolp mesta. Ima letnico 1422. Delno je bil porušen zaradi slabega stanja. Južni stolp je bil porušen do temeljev zaradi nevarnosti propada v letu 1838. Leta 1848 je bil nato postavljen nov stolp v psevdoslogu neposredno za prezbiterijem v osi cerkve. Pred letom 1470 je bil v cerkvi zgrajen gotski kor, ki zelo spominja na kor v stolnici svetega Štefana na Dunaju s kamnitim pultom, na katerem je bil verjetno votivni oltar, srednja plošča je bila uničena med namestitvijo baročnih orgel.
Postopoma, še v obdobju gotike, so v ladji namestili štiri stranske kapele za plemiške ustanovitelje, dve so pozneje prezidali v baročnem slogu.
24. septembra 1451 je v cerkvi pridigal Janez Kapistran (1386–1456), italijanski duhovnik frančiškanskega reda, ki je po husitskih vojnah hodil po Evropi, pridigal množicam in jih pozival k prenovi življenja po evangeliju.
Od sredine 16. stoletja se je postopoma širilo protestantsko gibanje. Protestanti so zasedli cerkve v Znojmu in leta 1619 so že prevladovali. Župnik cerkve svetega Nikolaja je bil zaprt v mestnem zaporu, katolikov je bilo le okoli 20. Po letu 1620 se je v mesto vrnil katolicizem predvsem zaradi prizadevanja jezuitskega reda, ki je deloval v cerkvi svetega Mihaela, in kapucinskega reda, za katerega je cesar Maksimilijan leta 1628 ustanovil nov samostan v Spodnjem trgu.
V 17. in 18. stoletju je cerkev dobila baročno opremo, predvsem s podaritvami in volili premožnih dobrotnikov.
V župniji so bile tri velike verske bratovščine. Najstarejša je bila iz srednjega veka, to je bratovščina Corpus Christi, ki je imela svojo kapelo v zgornjem nadstropju gotske zakristije z leseno emporo v prezbiteriju. Bogoslužje so opravljali v kapeli svetega Vaclava. Podpirali in spodbujali so evharistično čaščenje. Bratovščina Jezusa otroka se je osredotočila na spoštovanje Jezusovega otroštva in imela svojo kapelo v južnem zadnjem delu ladje s špansko podobo otroka Jezusa z orodjem mučeništva. Bratovščina karmeličank pa je bila posvečen Marijinemu čaščenju in je imela svojo kapelo za oltarjem iz leta 1692 na južni sprednji strani. Vse bratovščine so bile ukinjene z odlokom cesarja Jožefa II. leta 1786.
V letu 1780 je bila župnija Znojmo razdeljena v štiri dele: vzhodni del starega mestnega jedra v bližini cerkve svetega Nikolaja, zahodni del starega mestnega jedra v bližini dominikanske cerkve svetega Križa, zgornje predmestje pred vrati ob cerkvi svete Katarine, ki je stala na današnjem Trgu svobode, in spodnje predmestje pri Dunajskih vratih v cerkvi svete Elizabete, danes ob Dunajski cesti. Na začetku 19. stoletja je bilo zgornje predmestje povezano z župnijo svetega Križa. Sveto Katarino so porušili in nižje predmestje povezali z župnijo svetega Nikolaja. Elizabeta je postala podružnična cerkev svetega Nikolaja.
Cerkev svetega Mihaela je postala po ukinitvi jezuitskega reda podružnična cerkev svetega Križa. Po ukinitvi kapucinskega samostana v Znojmu leta 1950 je cerkev svetega Janeza Krstnika postala podružnična cerkev svetega Nikolaja.
Okoli cerkve so bili od najzgodnejših časov pokopališče in kapele nekaterih družin. Pokopališče je bilo zaprto okoli 1786 in preneseno k cerkvi svete Elizabete, nato pa na Brnsko ulico. Prvotno pokopališče je tam ostalo, ostali so tudi Vaclavova kapelica iz leta 1521, kapela vstalega Kristusa pred glavnim vhodom, kip Žalostne matere božje iz leta 1626 pred Havelkovo obnovo in kamen z veraikono pri vhodnih vratih v stavbo župnije. Renesančna kapela Antona Padovanskega na južni steni cerkve je bila leta 1985 prestavljena na Dunajsko ulico.

## Opis
Cerkev je bila prvotno zasnovana kot bazilika, a so bili med gradnjo načrti spremenjeni. V sedanji obliki je cerkev triladijska dvorana s prezbiterijem s tremi polami in poligonalnim zaključkom. Ladja in prezbiterij sta rebrasto obokana, narejena pod vplivom Petra Parlerja. Prezbiterij je obokan, ladja ima štiri pare vitkih stebrov brez kapitelov. Zvonik je bil dokončan med letoma 1845 in 1850 v neogotskem slogu.
V notranjosti je več dragocenih spomenikov. Na stenah prezbiterija so ostanki gotskih fresk s temami iz pasijona in legendo o sveti Agati. V prezbiteriju je okoli 1440–1450 verjetno stal gotski oltar, ki je zdaj v zbirkah avstrijske galerije. Današnji oltar je iz leta 1754 (J. I. Daisinger). Njegova delavnica je pripravila tudi tri druge oltarne slike (sveta Družina, Marijino vnebovzetje, sveti Sebastjan). V prezbiteriju so tudi poznogotski evharistični tabernakelj z izvirnimi stebriči iz poznega 15. stoletja, gotski kip Bičanje Kristusa iz leta okoli 1425, gotski relief Objokovanje (po letu 1500) in sveta Marija (okoli 1500). V notranjosti sta tudi kamnit gotski krstilnik in baročna prižnica v obliki globusa (delo Josefa Winterhalderja starejšega).

## Galerija
- Gotski kip Bičanje Kristusa
- Gotska sveta Marija
- Gotski krstilnik
- Gotske freske v prezbiteriju
- Mrežno obokanje ladje
- Neogotska empora in orgle
- Gotski evharistični tabernakelj